# Astragalus austrodshungaricus
Astragalus austrodshungaricus är en ärtväxtart som beskrevs av Vitaliǐ Petrovich Goloskokov. Astragalus austrodshungaricus ingår i släktet vedlar, och familjen ärtväxter. Inga underarter finns listade i Catalogue of Life.